# Andrew Keegan

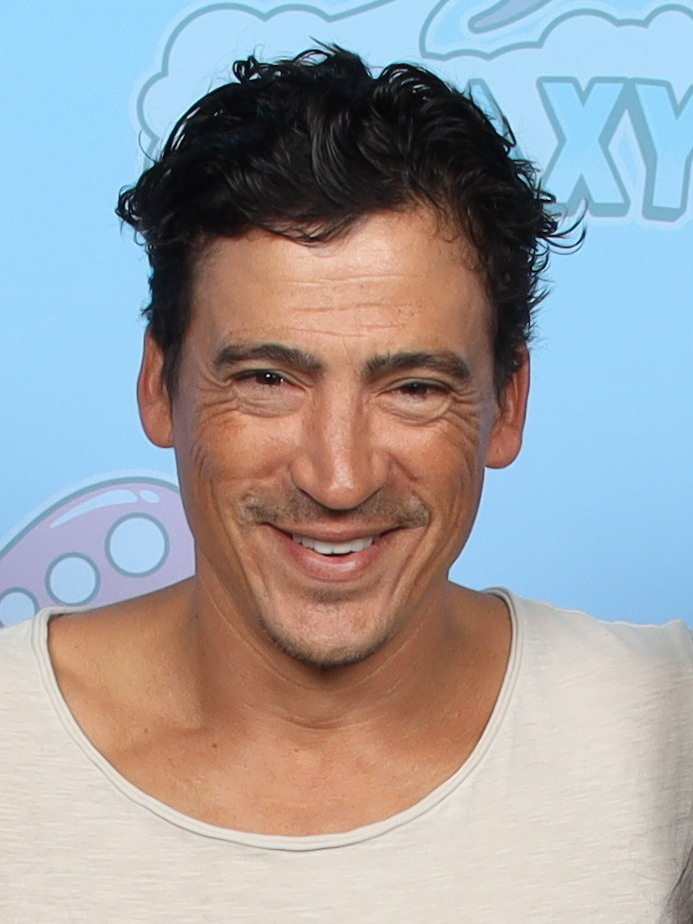
Andrew Keegan (2024)

Andrew Keegan Heying (* 29. Januar 1979 in Los Angeles, Kalifornien) ist ein US-amerikanischer Schauspieler und Produzent, der durch seine Rollen in Eine himmlische Familie, 10 Dinge, die ich an Dir hasse und O – Vertrauen, Verführung, Verrat bekannt wurde.

## Leben
Keegan wurde als Sohn des Schauspielers und Synchronsprechers Larry Heying und von dessen Frau Lana, einer Haarstylistin, in Los Angeles geboren. Er hat einen jüngeren Bruder namens Casey. Keegans Vater brachte seinen Sohn schon als Säugling für einen Werbespot von Gerber Baby Food vor die Kamera. Heute sind seine Eltern geschieden. Keegan lebt mit seiner Mutter und seinem Bruder in Los Angeles.
Im Alter von zwölf Jahren begann Keegan seine Schauspielkarriere in kleinen Gastrollen in Fernsehserien wie Harrys Nest und Baywatch – Die Rettungsschwimmer von Malibu. 1994 war er an der Seite von Haley Joel Osment und Ed Asner in der kurzlebigen Fernsehserie Thunder Alley zu sehen. Im selben Jahr trat er auch in seinem ersten Kinofilm Ferien total verrückt neben Jessica Alba auf. Einem größeren Publikum wurde er als junger Vater Wilson West in der Fernsehserie Eine himmlische Familie bekannt, den er von 1997 bis 2004 wiederkehrend verkörperte.

## Filmografie
- 1991/1994: Harrys Nest (Empty Nest, Fernsehserie, zwei Folgen)
- 1993/1994 Baywatch – Die Rettungsschwimmer von Malibu (Baywatch, Fernsehserie, zwei Folgen)
- 1993: The Halloween Tree (Fernsehfilm)
- 1993: Rhythm & Jam (Fernsehminiserie)
- 1994: Ferien total verrückt (Camp Nowhere)
- 1994–1995: Thunder Alley (Fernsehserie)
- 1995: Full House (Fernsehserie, Folge 8.22)
- 1995: Eine starke Familie (Step by Step, Fernsehserie, zwei Folgen)
- 1995: A Pig’s Tale
- 1995: Das Gesicht des Schreckens (Fight for Justice: The Nancy Conn Story, Fernsehfilm)
- 1995: The Skateboard Kid II
- 1995: Annabelles größter Wunsch (Freaky Friday, Fernsehfilm)
- 1996: Independence Day
- 1996: Moesha(Fernsehserie, Folge 1.10)
- 1996: Das Leben und Ich (Boy Meets World, Fernsehserie, Folge 3.21)
- 1996: Sabrina – Total Verhext! (Sabrina, the Teenage Witch, Fernsehserie, Folge 1.08)
- 1997–1998: Party of Five (Fernsehserie, acht Folgen)
- 1997–2004: Eine himmlische Familie (7th Heaven, Fernsehserie, 24 Folgen)
- 1999: Everyday (Kurzfilm)
- 1999: The Contract
- 1999: 10 Dinge, die ich an Dir hasse (10 Things I Hate About You)
- 2000: Der Club der gebrochenen Herzen – Eine romantische Komödie (The Broken Hearts Club: A Romantic Comedy)
- 2001: O – Vertrauen, Verführung, Verrat (O)
- 2002: Teenage Caveman (Fernsehfilm)
- 2002: Pandora (Kurzfilm)
- 2002: A Midsummer Night’s Rave
- 2004: Das perfekte Paar (Perfect Opposites)
- 2004: To Kill a Mockumentary
- 2005: Extreme Dating
- 2005: Flushed (Kurzfilm)
- 2005: Dr. House (House M.D., Fernsehserie, Folge 1.21)
- 2005: Cruel World
- 2005: A Christmas Too Many
- 2005–2006: Related (Fernsehserie, vier Folgen)
- 2006: A New Wave
- 2009: Waiting for Dublin
- 2008: Dough Boys
- 2010: The Penitent Man
- 2010: Kill Speed – Lebe schnell
- 2010: CSI: NY (Fernsehserie, Folge 7.01)
- 2011: Sold (Kurzfilm)
- 2011: Love, Wedding, Marriage – Ein Plan zum Verlieben (Love, Wedding, Marriage)
- 2012: Fight Night Legacy (Fernsehserie, Folge 1.01)
- 2012: CSI – Den Tätern auf der Spur (Fernsehserie, Folge 12.19)
- 2013: A Dog’s Life
- 2014: April Rain
- 2016: Gridlocked (Fernsehserie, eine Folge)
- 2016: Stars in Shorts: No Ordinary Love
- 2018: Living Among Us
- 2020: Adverse
- 2020: Diebische Elstern (Trinkets, Fernsehserie, eine Folge)
- 2023: The Activated Man